# Diocesi di Meonia
La diocesi di Meonia (in latino Dioecesis Maeoniensis) è una sede soppressa del patriarcato di Costantinopoli e una sede titolare della Chiesa cattolica.

## Storia
Meonia, identificabile con le rovine di Menye nell'odierna Turchia, è un'antica sede episcopale della provincia romana della Lidia nella diocesi civile di Asia. Faceva parte del patriarcato di Costantinopoli ed era suffraganea dell'arcidiocesi di Sardi.
La diocesi è documentata nelle Notitiae Episcopatuum del patriarcato di Costantinopoli fino al XII secolo.
A questa antica diocesi sono attribuiti quattro vescovi. Giovanni sottoscrisse nel 458 la lettera dei vescovi della Lidia all'imperatore Leone dopo la morte del patriarca Proterio di Alessandria. Anastasio era presente al concilio detto in Trullo nel 692. Teofane assistette al concilio di Nicea del 787. Giorgio partecipò al concilio di Costantinopoli dell'879-880 che riabilitò il patriarca Fozio di Costantinopoli.
Dal 1933 Meonia è annoverata tra le sedi vescovili titolari della Chiesa cattolica; il titolo finora non è stato assegnato.

## Cronotassi dei vescovi greci
- Giovanni † (menzionato nel 458)
- Anastasio † (menzionato nel 692)
- Teofane † (menzionato nel 787)
- Giorgio † (menzionato nell'879)